# Гани, Самад
Сама́д Гани́ (тадж. Самад Ғанӣ) — советский и таджикский писатель, драматург, журналист, переводчик. Член Союза писателей Таджикской ССР.
Самад Гани родился 2 ноября 1908 года в городе Самарканде, в таджикской семье. Сначала учился в Самарканде, затем в Ташкенте. После окончания учёбы работал в газетах Самарканда и Ташкента. Работал редактором в газете «Красный Таджикистан». В 1960 году стал членом Союза писателей Таджикской ССР.
Написал целый ряд произведений, в том числе в жанре драма, такие как «Галаба», «Ватандустон», «Туй», «Видждон». Переводил на таджикский язык произведения русских писателей, в основном в жанре драма. Скончался 7 апреля 1974 года в возрасте 65 лет в Душанбе.
Депутат Верховного Совета Таджикской ССР 3-5-го созывов.